# Santa María Amajac (Atotonilco el Grande)
Santa María Amajac es una localidad de México perteneciente al municipio de Atotonilco el Grande en el estado de Hidalgo.

## Toponimia
De Amaxactli, “donde se divide el agua”; o Amaxac, “donde se bifurca el agua”.

## Geografía
Se encuentra en la región de la Sierra Baja, a la localidad le corresponden las coordenadas geográficas 20° 19’ 26.97” de latitud norte y 98° 44’ 29.432” de longitud oeste, con una altitud de 1686 m s. n. m. Se encuentra a una distancia aproximada de 11.79 kilómetros al noroeste de la cabecera municipal, Atotonilco el Grande.
En cuanto a fisiografía se encuentra dentro de los límites de las provincias de la Sierra Madre Oriental y el Eje Neovolcánico, dentro de la subprovincia del Carso Huasteco y Llanuras y Sierras de Querétaro e Hidalgo; su terreno es de llanura y Sierra. En lo que respecta a la hidrografía se encuentra posicionado en la región Panuco, dentro de la cuenca del río Moctezuma, en la subcuenca del río Amajac. Cuenta con un clima templado subhúmedo con lluvias en verano, de humedad media.

## Demografía
En 2020 registró una población de 1510 personas, lo que corresponde al 5.01 % de la población municipal. De los cuales 693 son hombres y 817 son mujeres. Tiene 439 viviendas particulares habitadas.
| Gráfica de evolución demográfica de Santa María Amajac entre 1900 y 2020                     |
|                                                                                              |
| Población de los censos y conteos del Instituto Nacional de Estadística y Geografía (INEGI). |

## Economía
La localidad tiene un grado de marginación alto y un grado de rezago social bajo.